# Guacarapo
Guacarapo es un pueblo del municipio Ribero del estado Sucre en Venezuela, se encuentra a unos 30 kilómetros de la ciudad de Cumaná. Es frecuentada por su playa de cerca de 3 kilómetros a modo de esparcimiento y la principal fuente de ingresos de la población es la pesca.

## Toponimia
Según los autores Domingo Pinto y Juan Pinto, el nombre del pueblo se debe a un indígena llamado Guacarapo, aunque no existe diversas fuentes que corroboren esta afirmación ni la existencia de tal indígena.

## Geografía física

### Ubicación
Es un pueblo ubicado en el sureste de la península de Araya a unos 30 kilómetros de la ciudad de Cumaná en el municipio Ribero del estado Sucre en Venezuela. Se encuentra a unos 4 metros sobre el nivel del mar y limita al sureste con el golfo de Cariaco, hacia al oeste se encuentran una serie de pequeños poblados por la carretera entre los que destaca Cachicatos y hacia el nordeste se localizan varios pueblos por la carretera entre los que se encuentra Campoma.

### Orografía
Es un área de llanura arenosa, con algunos afloramientos rocosos compuestos de cuarzo y margas arenosas amarillentas con gran cantidad de bioturbación. Los principales fósiles son bivalvos. En el pueblo se encuentra una pequeña colina.

### Hidrografía
Cerca de la aldea se encuentra la laguna de Guacarapo, en la cual habita una variada fauna y está rodeada de manglares, además la laguna suele generar sal que es recolectada por los habitantes del pueblo para su comercio.

### Clima
Tiene una temperatura promedio de unos 27 °C.

## Naturaleza

### Fauna y flora
Algunos de los peces que pueden encontrarse en la zona son el corocoro, la catalana, la lisa, la lamparosa, etc. Además de jaibas y cangrejos marinos. Por sus costas es común observar ballenas, toninas y delfines, también se encuentran una variedad de moluscos bivalvos y gasterópodos como el chipichipi, guacuco, pepitona y mejillón.
Entre la fauna terrestre son usuales el conejo, el morrocoy, la mapanare, el venado, el váquiro, la iguana y algunos felinos de gran tamaño, pero debido a la sobreexplotación muchos de estos han disminuido su cantidad. Otro de los animales que se encontraba con frecuencia en las playas cercanas eran los caimanes, sin embargo, la caza excesiva redujo su presencia.
Algunas de las plantas que se encuentran en el pueblo y sus cercanías son el guayacán, el guatacare, el palo sano, el dividivi, paují, cereza criolla, jobito y pichigüey.

## Historia
Antes de ser habitado era una zona de reunión de pescadores que se acercaban al lugar para sus faenas de trabajo debido a la gran cantidad de peces que se encontraban en la zona. Algunos de estos pescadores construían pequeños ranchos a manera de viviendas temporales y con el paso del tiempo se fueron estableciendo familias ampliando la población.
En el pueblo la actividad pesquera se volvió fundamental para toda la población, durante varios años la pesca estuvo bajo supervisión de fiscales del gobierno llamados celadores, quienes ejercían un poder sobre los pescadores independientes.
Entre 1966 y 1967 se inauguró el acueducto para el suministro de agua potable y en 1968 se instaló el tendido eléctrico que proporciona electricidad a todo el sitio. El 9 de junio de 1997 ocurre el terremoto de Cariaco, que derribó algunas edificaciones como la escuela del pueblo.

## Geografía humana

### Demografía
Según un censo de 2009 realizado en el ambulatorio del pueblo, la población de Guacarapo era de 684 personas, 346 femeninas y 338 masculinos.
Principales calles y plazas
Una de sus principales localidades es la punta de Guacarapo en donde se encuentra un bulevar, aunque con el paso de los años el mar ha ido erosionando el terreno del cabo. Un edificio simbólico del pueblo era la Casa Grande, una casona de estilo colonial que debido al paso del tiempo y la falta de mantenimiento cayó en ruinas.

### Economía
La pesca es la principal actividad económica del pueblo, los pescadores practican formas de pesca artesanal y moderna de varias especies que son comercializadas en el pueblo o en las localidades cercanas. La actividad turística es una importante fuente de ingresos para sus habitantes, en el pueblo se encuentran algunos restaurantes y posadas.
La actividad agrícola es más reducida y se concentra principalmente en pequeños conucos familiares, los cultivos que se cosechan y comercializan en mayores cantidades son la auyama, la caña de azúcar, el maíz y la yuca.
Desde 1870 la explotación maderera obtuvo importancia en el pueblo, especies como el guayacán, el guatacare y el palo sano, se usaron para comerciar por su madera, aunque con el paso de los años y la sobreexplotación, esta actividad fue disminuyendo en importancia. Otras de las plantas que fue aprovechada por los habitantes fue el dividivi que se vendía en grandes cantidades para ser utilizado en tintorerías por sus propiedades para el curtido.

## Política
El pueblo forma parte del municipio Ribero cuya capital es la ciudad de Cariaco sede de la alcaldía, y  el municipio es parte del estado Sucre cuya capital es Cumana sede de la gobernación.

## Servicios públicos

### Educación
En 1964 se construyó la primera del pueblo, la escuela Concentrada Unitaria Guacarapo, que fue destruida en 1997 por el terremoto de Cariaco. En 1999 se vuelve a construir una nueva escuela llamada escuela básica Alfredo García, en honor a un maestro del pueblo. Posteriormente, se construyó el liceo U. E. Creación Guacarapo con una matrícula de 170 estudiantes.

### Sanidad
En el pueblo se encuentra un Ambulatorio Rural.

## Cultura
A finales de octubre se celebran fiestas en honor a San Rafael Arcángel, se realiza una misa en la iglesia del pueblo, seguida de una procesión por las calles y con botes por el mar, para posteriormente seguir con festividades y actividades deportivas.

### Gastronomía
La alimentación se basa principalmente en platos a base de pescados, mariscos, moluscos, pulpos y cazón. Otros de los platos habituales son las empanadas, arepa, cachapas, las melcochas, las conservas de coco y cocadas.
Un alimento típico de Semana Santa es el guisado de morrocoy, también son comunes los huevos de iguana y los guisados de las cecinas de venado, váquiro y conejo. Algunas de las frutas más consumidas son paují, cereza criolla, jobito y pichigüey.

## Deporte
Son frecuentes la práctica de competencias deportivas con los poblados cercanos durante algunas festividades, como juegos de beisbol, fútbol y carreras de peñero. En sus playas, los turistas también practican deportes como la pesca deportiva, buceo, kayak y el windsurf.